# Тідоре
Тідоре (індонез. Pulau Tidore, дослівно — «острів Тідоре») — острів і однойменний архіпелаг на Малукських островах у східній Індонезії, розташований захід від більшого острова Хальмахера. Входить до складу провінції Північне Малуку. У доколоніальну епоху Султанат Тідоре був великою регіональною політичною та економічною силою та постійним суперником сусіднього султанату Тернате, розташованого північніше на острові Тернате.

## Географія
Острів Тідоре складається з великого стратовулкану, який піднімається на висоту 1 730 метрів над рівнем моря у вигляді конічної гори Кіе Матубу у південній частині острова. Північна сторона острова містить кальдеру Сабале з двома меншими вулканічними конусами всередині неї.
Соасіо — столиця Тідоре. Він має власний порт, Гото, і розташований на східній околиці острова. Тут є термінал мікроавтобусів і ринок. перебудована Султанського палацу була завершена у 2010 році.

## Історія
Тідоре був центром султанату, що виник у XV столітті і жив за рахунок торгівлі прянощами. Більшу частину своєї історії він провів у тіні Тернате, іншого султанату, з яким він мав складні стосунки.
Іслам поширився в Тідоре приблизно наприкінці XV століття, але ісламський вплив у цьому регіоні можна простежити ще до кінця XIV століття.
Султани Тідора правили більшою частиною південної Хальмахери, а іноді контролювали Буру, східний Серам і багато островів біля узбережжя Нової Гвінеї. В XVI столітті Тідор уклав союз з іспанцями, які  збудували кілька фортів на острові. Між тідорцями та іспанцями існувала взаємна недовіра, але для тідорців іспанська присутність допомогла протистояти вторгненням супротивників з султанату Тернате та їхніх союзників, голландців, які збудували власний форт на Тернате. Для іспанців підтримка Тідору допомогла зупинити експансію голландців, які загрожували їхнім інтересам в Азіатсько-Тихоокеанському регіоні, забезпечила корисну базу безпосередньо біля центру голландської влади в регіоні та була джерелом спецій для торгівлі.
До відходу Іспанії з Тідора і Тернате в 1663 році, султанат Тідоре, хоча номінально був частиною Іспанської Ост-Індії, утвердився як одна з найсильніших і найнезалежніших держав у регіоні. Після відходу Іспанії вона продовжувала чинити опір прямому контролю голландської Ост-Індської компанії (VOC). Особливо за часів султана Сайфуддіна (1657—1687 рр.) двір Тідора вміло використовував голландську оплату за спеції, щоб робити подарунки для зміцнення зв'язків із традиційними периферійними територіями Тідора. Як результат, він користувався широкою повагою серед багатьох місцевих жителів і не мав потреби звертатися до іноземної військової допомоги для управління королівством, на відміну від Тернате, який часто покладався на голландську військову допомогу.
Тідоре довго залишався незалежною державою, хоча й із зростаючим втручанням Голландії, аж до кінця XVIII століття. Як і Тернате, Тідоре дозволив провести голландську програму викорінення прянощів (extirpatie) на своїх територіях. Ця програма, спрямована на зміцнення голландської монополії на прянощі шляхом обмеження виробництва кількома місцями, призвела до зубожіння Тідоре та послаблення його контролю над його периферією.
У 1780 році Тідоре був змушений підписати угоду, згідно з якою він став голландським васалом. Невдоволений принц Нуку покинув Тідоре і проголосив себе султаном Папуаських островів. Це був початок партизанської війни, яка тривала багато років. Папуаси з південно-східної Хальмахери та східного Сераму  виступили на боці непокірного принца Нуку. Британці спонсорували Нуку як частину їхньої кампанії проти голландців на Молуккських островах. Капітан Томас Форрест був тісно пов'язаний з Нуку і представляв Британію як посол. Нуку нарешті зміг взяти Тідоре в 1797 році та допоміг британцям підкорити Тернате в 1801 році. Однак його наступник Зейнал Абідін був вигнаний голландськими військами в 1806 році, і Тідоре міцно перейшов під колоніальне правління.
Султанат був скасований в епоху Сукарно та відновлений у 1999 році з 36-м султаном. Тідоре майже не врятувався від міжконфесійного конфлікту 1999 року на Малукських островах.

## Адміністрація

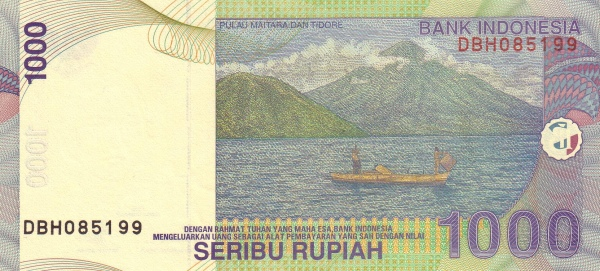
Острів Тідор зображений на індонезійській банкноті в 1000 рупій

Острів разом із двома меншими островами (Майтара та Маре) та прилеглою частиною (званою «Оба») острова Халмахера утворює єдиний муніципалітет (котамад'я) у провінції Північне Малуку. Муніципалітет займає площу 1550 квадратних кілометрів і населення за переписом 2010 року становило 90 530 осіб; перепис 2020 року дав загальну кількість 114 480 осіб.
Він розділений на вісім районів (кекаматан), чотири з яких складають острів Тідоре (включаючи два невеликих острова), а інші чотири складають район Оба на «материку» Хальмахера. Нижче наведено їх площі (у квадратних кілометрах) і населення за даними перепису 2010 року та перепису 2020 року. Таблиця також містить кількість адміністративних сіл (деса та келурахан) у кожному районі та їх поштовий індекс.
| Ім'я                    | Англійська назва          | Площа в км² | Населення Перепис населення 2010 рік | Населення Перепис населення 2020 рік | № сіл | Опублікувати код |
| ----------------------- | ------------------------- | ----------- | ------------------------------------ | ------------------------------------ | ----- | ---------------- |
| Тідоре                  | (місто Тидор, або Соасіо) | 36.08       | 18 477                               | 22 975                               | 13    | 97811 -97813     |
| Тідор Селатан (а)       | Південний Тідор           | 42.40       | 13,129                               | 14 671                               | 8     | 97821            |
| Тідоре Утара (b)        | Північний Тідор           | 37,64       | 14 573                               | 17,294                               | 14    | 97823            |
| Тідор Тимур             | Східний Тидор             | 34.00       | 7,657                                | 9,608                                | 7     | 97822            |
| (разом на о.Тідор)      |                           | 150.12      | 53,836                               | 64 548                               | 42    |                  |
| Оба Утара (с)           | Північна Оба              | 376,00      | 13,331                               | 19 552                               | 13    | 97827            |
| Оба Тенга               | Центральна Оба            | 424,00      | 7,659                                | 10 096                               | 14    | 97826            |
| Оба                     | Оба                       | 403,67      | 10,337                               | 13 628                               | 13    | 97824            |
| Оба Селатан             | Південна Оба              | 196,58      | 4,892                                | 6,656                                | 7     | 97825            |
| (разом на о. Халмахера) |                           | 1400,25     | 36,219                               | 49,932                               | 47    |                  |

Примітки: (a) включаючи острів Маре, на південь від Тідоре. (b) включаючи острів Майтара, на північний захід від Тідоре (та між Тідоре та Тернате). (c) включаючи місто Софіфі, яке з 2010 року є столицею провінції Північне Малуку.